# Mimonthophagus semisetosus
Mimonthophagus semisetosus là một loài bọ cánh cứng trong họ Bọ hung (Scarabaeidae).